# Zetman
Zetman (ゼットマン, Zettoman) é uma série de mangás do autor Masakazu Katsura. Contêm os gêneros ação, ficção-científica e drama. A série conta a história de Jin, um garoto de rua criado, por um senhor que ele chama de vovô. Após estranhos eventos que culminam com a morte desse homem, acaba por descobrir que ele não é um humano normal, e tudo indica que ele é fruto de um projeto secreto denominado ZET, da Corporação Amagi.
O mangá é publicado no Brasil pela Editora JBC.